# Acciona
Acciona és una empresa espanyola dedicada a l'enginyeria civil, construcció i infraestructures. Va ser fundada el 1997 a partir de la fusió d'Entrecanales y Tavora i Cubiertas y MZOV. La seu principal de la companyia és a Alcobendas (Comunitat de Madrid) i la seu de les operacions dels Estats Units d'Amèrica es troba a Chicago.La multinacional està presidida per José Manuel Entrecanales provinent del Grupo Entrecanales.

## Història
Els orígens de la companyia es remunten a MZOV (Compañía del Ferrocarril de Medina a Zamora y de Orense a Vigo), fundada el 1862. El 1978 MZOV es va fusionar amb Cubiertas y Tejados, una companyia fundada el 1916, formant Cubiertas y MZOV.
El 2025, arran de les informacions aparegudes als mitjans de comunicació en relació amb la trama de contractes públics i cobrament de comissions il·legals per obra pública del cas Koldo, Acciona va fer públic l'acomiadament del fins aleshores director de construcció a l'estat espanyol, Justo Vicente Pelegrini, per la seva presumpta implicació en la causa instruïda al Tribunal Suprem.